# Timber Lake
Timber Lake é uma cidade localizada no estado norte-americano de Dacota do Sul, no Condado de Dewey.

## Demografia
Segundo o censo norte-americano de 2000, a sua população era de 443 habitantes.
Em 2006, foi estimada uma população de 435, um decréscimo de 8 (-1.8%).

## Geografia
De acordo com o United States Census Bureau tem uma área de
1,1 km², dos quais 1,1 km² cobertos por terra e 0,0 km² cobertos por água. Timber Lake localiza-se a aproximadamente 661 m acima do nível do mar.

## Localidades na vizinhança
O diagrama seguinte representa as localidades num raio de 36 km ao redor de Timber Lake.